# 텐스콰타와

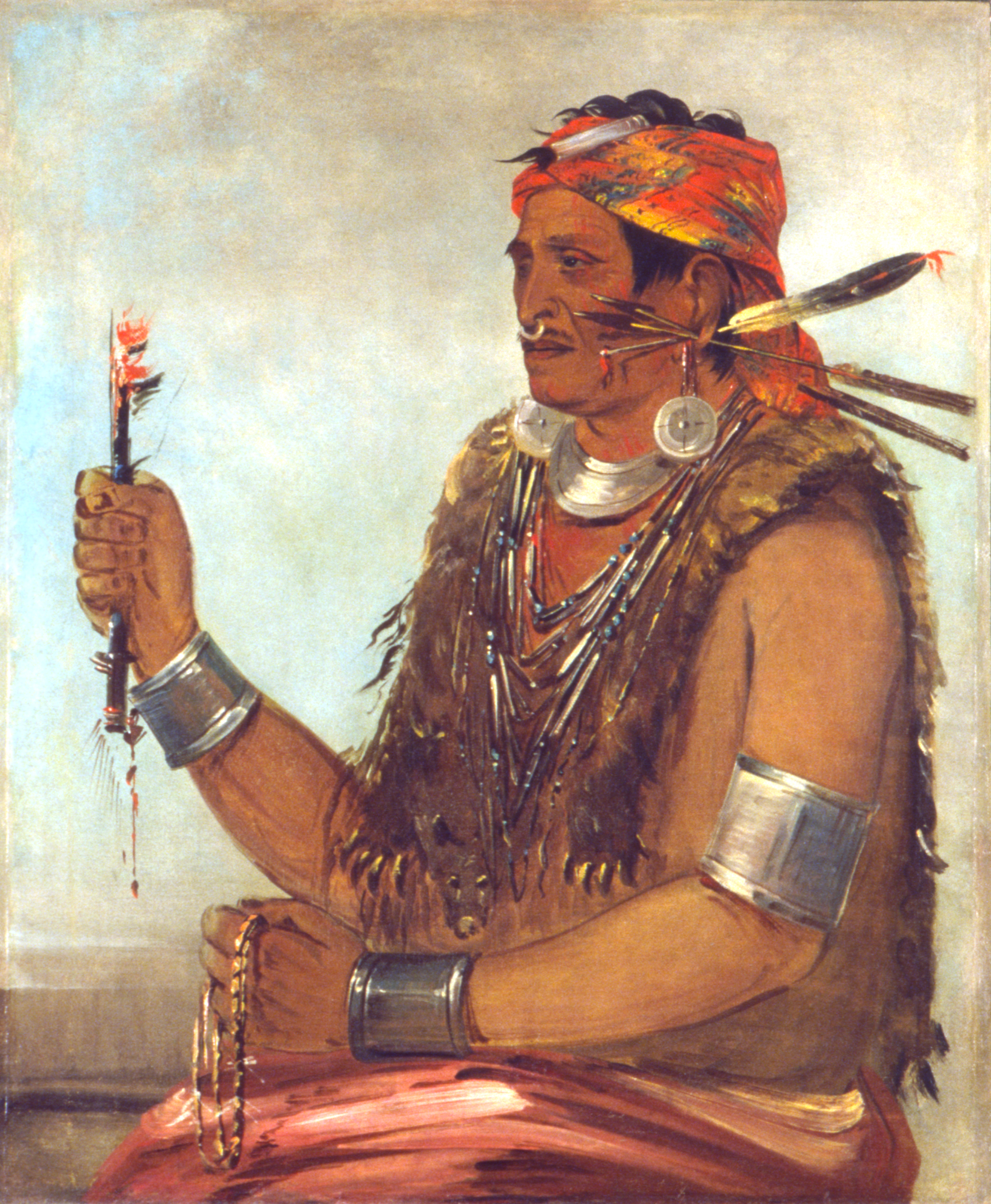
조지 캐틀린이 1830년에 그린 초상화

텐스콰타와(Tenskwatawa 또는 Tenskatawa, Tenskwatawah, Tensquatawa 또는 Lalawethika, 1768년 3월 - 1836년 11월)은 미국 인디언으로 쇼니 족의 종교적, 정치적 지도자로 ‘예언자’, 또는 ‘쇼니 예언자’로 알려져 있다. 그는 테쿰세의 형제로 쇼니족의 지도자였다. 원래는 랄라웨티카(소음을 만드는 사람)라는 이름이었다. 그는 미국인들을 악마의 자식이라고 비난했으며, 인디언들을 백인과 싸우게 하기 위해 중서부로 옮겨가게 했지만, 이러한 운동은 테쿰세가 영미전쟁에서 전사하자 패배를 당했으며, 그리고 나서 현재의 캔자스주 아젠틴 지역으로 이주를 했다.

## 초기

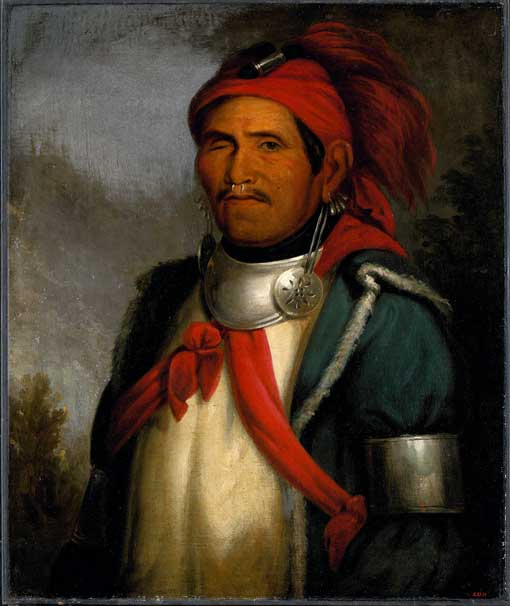
찰스 버드 킹이 그린 초상화

텐스콰타와의 모친은 메소아타스케(또는 모래에서 알을 낳은 사람을 뜻하는 메소아타아스키)였으며, 그녀는 머스코기 크리크족, 체로키 족이거나 또는 쇼니 족으로 페코위(Pekowi) 분류로 거북이 씨족이었을 것이다.
아버지는 그가 태어나기도 전에 죽었기 때문에, 그리고 그의 모친이 직후 바로 가족을 떠났기 때문에, 랄라웨티카는 부모도 없이 성장을 했다. 랄라웨티카는 당시 그들을 쇼니족 방식으로 가르치는 그의 피붙이들에게 붙어서 살고 있었다. 큰 형 또는 큰 누나와 그다지 가깝지 않았기 때문에, 그는 쇼니 족 남자에게 필수적인 사냥을 하는 법이나, 싸우는 법을 배우지 못했다. 게다가 사냥을 하다가 사고로 한 쪽 눈까지 잃게 된다. 그의 보잘 것 없는 외모나 허풍을 떠는 성격은 그의 많은 친구들을 이기지 못했다. 결과적으로 랄라웨티카는 그의 집단에서 이방인으로 성장을 하였으며, 알콜에 의지하게 된다.
그의 이력으로 볼 때, 그는 그의 부족에 공헌을 하지 못한 것으로 보인다. 그러나 그러한 상황은 랄라웨티카가 위대한 신비에 의해 신들린 이후로 바뀌게 된다. 1805년 5월, 그는 최초로 여러 번의 환상을 경함하게 된다. 한번은 술에 만취하여 지각이 마비되면서 불 위로 떨어져 죽었다고 생각했다. 예상 외로 소생을 하였을 때, 그는 강력한 환상을 상세하게 설명을 하였고, 곧 설교를 시작하였다. 화이트(1991)는 “알곤킨 전통에서 ‘위대한 서펜트’가 바다에서 와서 악한 힘에 맞서게 된다”고 언급하고 있다. 텐스콰타와는 미국인들이 바다에서 왔으며, 위대한 서펜트의 알이라고 말했다. . 그는 또한 기독교를 신봉하는 인디언들에게 마녀 사냥을 행했다. 그는 사람들에게 유럽의 음식과 옷과 제조 상품 그리고 술을 금지시켰다. 그는 자신의 이름을 텐스콰와타(열린 문 또는 열린 입을 가진 사람)로 개명하였다.

## 정화
텐스콰타와는 그의 삶을 송두째 바꾼 여러 번의 종교적 환상을 경험했다. 이것은 그의 옛 방식을 거부하게 했다.

## 테쿰세 전쟁
테쿰세나 텐스콰와타가 예언자마을 주변에서 성장한 범인디언 사회에서 정말로 주요 지도자였는지에 대해서는 역사학자들마다 의견이 일치하지 않는다.